# اگزون بیتولایی
اگزون بیتولایی (مقدونی: Егзон Бејтулаи؛ زادهٔ ۷ ژانویهٔ ۱۹۹۴) بازیکن فوتبال اهل مقدونیه شمالی است.
از باشگاه‌هایی که در آن بازی کرده‌است می‌توان به باشگاه فوتبال اشکندیا اشاره کرد.
وی همچنین در تیم‌های ملی فوتبال زیر ۲۱ سال مقدونیه شمالی، و مقدونیه شمالی بازی کرده‌است.